# Портрет Юрія Радзивілла
Портрет Юрія Радзивілла був зроблений невідомим художником, ймовірно, на початку XVII століття. Образ Юрія Радзивілла є прикладом парадного лицарського (сарматського) портрету. Походить із колекції Радзивіллів у Несвіжі. Відреставрований у Державному Російському музеї в 1969—1975 роках. Зберігається в Національному художньому музеї Білорусі, у Мінську.

## Опис портрета
Простір залу потонув у темряві. Висвітлюється лише передній план, де модель постає у повному зрості. Також показано кілька деталей: стіл, застелений дорогою скатертиною, на ньому лицарський шолом, булава та жезл. Кожен предмет має важливе значення, досить зрозуміле для тогочасного глядача. Так, булава вказує на посаду Юрія Радзивілла, великого гетьмана Литовського, а жезл свідчить про те, що він також є надвірним маршалком литовським. Доповнює таку дещо позамистецьку інформацію напис про модель, з якої можна дізнатись, кого тут показано.
Не менш за аксесуари, про Юрія Радзивілла, говорять впевненість, навіть рішучість постави, холодний, колючий погяд очей, що добре поєднується зі стриманим, темним кольором картини. Великими плямами світла художник вириває з темряви обличчя, яке не показує почуттів. Перед глядачем нібито з'являється маска, за якою ховається справжнє обличчя.
Юрій Радзивілл зображений у, так званому, повному максиміліанському обладунку, поширеному в Європі в XVI столітті (характеризується нанесенням на поверхню рельєфних канавок і гребінців). Особливо виділяэться шолом-арме. Тут видно химерний рослинний малюнок, що йде зверху, маска, гребінь, що оточує горловий покрив. Подібним чином вирішені пластинчасті рукавиці, де обробка сконцентрована на високих манжетах.
На портреті також зображена холодна зброя. Юрій Радзивілл тримає в руках одноручний меч, близький за рішенням до венеціанського типу. Зброя такого роду в XVI столітті вже втратила актуальність і служила переважно для показових цілей, як це відображено на портреті. Рукоять, прикрашена позолотою та тисненням, не порушує загальної суворості зброї. Також привертає увагу гетьманська булава, що лежить на столі. Такий її варіант із сферичною верхівкою та короткою ручкою був характерний і для XVI століття, і був знаком високої військової сили. Верх кулі, а також місце її з'єднання з ручкою прикрашений орнаментованими позолоченими стрічками.